# اختبار سايدل
اختبار سايدل هو اختبار يستخدم لتحديد ما إذا كان هناك أي تسريب في غرفة العين الأمامية إلى القرنية. ويستخدم أيضًا لتشخيص العديد من الحالات الخاصة بالقرنية. كالإصابات وثقب القرنية وتحلل القرنية. سمي الاختبار نسبةً إلى طبيب العيون الألماني إريك سايدل.

## مقدمة
تمثل زيارات طب العيون حوالي 3% من زيارات قسم الطوارئ سنويًا. حوالي 38 إلى 52% من هذه الزيارات بسبب حالات الإصابة البصرية. تتراوح هذه الإصابات من السحجات البسيطة إلى تمزق الكرة الكارثي. يعاني أكثر من مليون شخص في جميع أنحاء العالم من فقدان البصر الثنائي الثانوي نتيجة للإصابات. علاوة على ذلك، سجلت ما يقارب 500000 حالة من فقدان الرؤية أحادية الجانب ثانوية. مما يضعها من بين الأسباب الرئيسية لفقدان البصر. يعد التقييم الشامل لإصابات العين أمرًا بالغ الأهمية في تحديد الإصابات للحفاظ على الرؤية. أحد الاختبارات التي تساعد في تقييم إصابات العين هو اختبار سيدل. يقيم اختبار سيدل وجود تسرب للخلط المائي من الغرفة الأمامية. يحدث هذا التسرب بسبب عيب في القرنية أو الصلبة، والذي يمكن أن تسببه أسباب متعددة، بما في ذلك حدوث نوع من الإصابات، والتسرب بعد الجراحة، وثقب وتنكس القرنية. تم وصف الاختبار لأول مرة في عام 1921 من قبل طبيب العيون الألماني إيريش سيدل (1882-1948).حيث استخدم الاختبار لتقييم التسرب في المريض بعد الجراحة، لكنه وسع استخدامه لاحقًا لأسباب أخرى.

## علم التشريح وعلم وظائف الأعضاء
العين عضو معقد بشكل لا يصدق؛ يجب أن تتعاون مكونات متعددة وآليات معقدة حتى تعمل العين بشكل صحيح. يقيم اختبار سيدل تعطل القرنية أو الصلبة أو مزيج من الاثنين معًا. الصلبة هي "بياض العين" الليفي المعتم الذي يوفر الدعم والحماية للهياكل العميقة للعين. في الأمام، عند الحافة، تكون الصلبة متصلة بالقرنية. تقع القرنية، الجزء الخارجي الشفاف من العين، أمام الحدقة والقزحية والعدسة. يدخل الضوء إلى العين من خلال هذا البناء ويمثل جزءًا كبيرًا من قوة تركيز العين. تتكون القرنية من 5 طبقات من السطحية إلى العميقة: ظهارة القرنية وطبقة بومان وسدى القرنية و غشاء ديسميه وبطانة القرنية.
يبلغ سمك الطبقات الخمس مجتمعة حوالي 550 ميكرونًا أو ما يزيد قليلاً عن نصف مليمتر. يبلغ سمك الظهارة حوالي 5 إلى 7 خلايا، مما يوفر للعين سطحًا أملسًا لتكوين الغشاء الدمعي. ينتشر هذا الغشاء ويحافظ على رطوبة العين وصحتها ويسمح برؤية واضحة. تتمتع الظهارة بمعدل دوران مرتفع ويتم استبدالها على مدار 7 أيام. طبقة بومان هي الطبقة التالية، وهي عبارة عن طبقة ليفية كثيفة تحمي الطبقات العميقة. بمجرد أن يمر الخدش عبر طبقة بومان، تزداد احتمالية التندب بشكل كبير. الطبقة التالية هي الطبقة السدوية، تمثل حوالي 90% من القرنية وتتكون من نسيج ضام يسمى ألياف الكولاجين. وهي موحدة في الحجم ومكدسة بالتوازي مع بعضها البعض في حزم تسمى الصفائح. ترتيبها يجعلها طبقة شفافة. الطبقة التالية هي غشاء ديسيميت وهي طبقة أخرى رقيقة للغاية تفصل السدى عن الطبقة البطانية. الطبقة الأخيرة هي البطانة، وهي أيضًا طبقة خلية واحدة سميكة وتتواصل مباشرة مع الخلط المائي للغرفة الأمامية. تقع الغرفة الأمامية خلف القرنية وأمام القزحية و الحدقة. خلف القزحية والحدقة تقع الغرفة الخلفية، والتي تتضمن هياكل متعددة.

## دواعي الاستعمال
يُنصح بإجراء اختبار سيدل في أي وقت يشتبه فيه المرء في إصابة ما مع القلق بشأن تسرب العين. تشمل الحالات التي يجب أن تثير الشك في الإصابة المحتملة وتسرب العين ما يلي على سبيل المثال لا الحصر:
-عيب حدقة العين
-تمزق الجفن
-غرفة أمامية ضحلة
-دم في الغرفة الأمامية
-نزيف تحت الملتحمة الفقاعي
-بعد الجراحة مع وجود احتمالية تسرب العين
-تقييم تمزق القرنية لتقييم ما إذا كان مغلقًا أم لا
-ثقب القرنية الثانوي للتنكس

## موانع الاستعمال
تشمل موانع إجراء اختبار سيدل عدة حالات، مثل:
تمزق واضح في كرة العين
تمزق كامل سمك العين
ثقب واضح في القرنية
فرط الحساسية لصبغة الفلوريسين

## المعدات
لا يتطلب اختبار سيدل موارد كبيرة، ولكن هناك حاجة إلى مكونات محددة للحصول على تحليل دقيق، بما في ذلك:
شريط الفلوريسين
مخدر موضعي للعين
مصباح الشِّقّي مع ضوء أزرق كوبالت

## التحضير
تتطلب عملية اختبار سيدل عادة الخطوات التالية:
-القرنية حساسة للغاية، وأي إصابة يمكن أن تسبب رهاب الضوء الشديد، مما يحد من الفحص. لذلك، يتوجب تخفيف الإضاءة في الغرفة قدر الإمكان لضمان راحة المريض.
-إعداد الغرفة والحصول على جميع المعدات.
-إعداد [[مصباح الشق]].
-شرح الإجراء للمريض.
-وضع مخدر موضعي.
ترطيب شريط صبغة الفلوريسين بمحلول ملحي عادي.
-وضع الفلوريسين فوق الآفة أو القبو الملتحمي العلوي.
-اطلب من المريض أن يرمش للمساعدة في نشر البقعة.
-تصوير موقع الإصابة تحت ضوء أزرق الكوبالت.
التفسير
يتراوح لون الفلوريسين عند تركيزه من البرتقالي إلى الأحمر. وعندما يخفف، يتحول إلى اللون الأخضر تحت ضوء أزرق الكوبالت. وعند غرسه في العين، تمتص العيوب الموجودة في [[القرنية]] مثل السحجات أو الجروح الصبغة. ويكون اختبار سيدل إيجابيًا عندما يخفف الفلوريسين في الخلط المائي ويتسبب في توهجه باللون الأخضر الساطع وتدفقه إلى أسفل العين بفعل الجاذبية. ويصف البعض التدفق أحيانًا بأنه شلال به تسربات أكثر نشاطًا. وقد تكون هناك منطقة بؤرية أو تخفيف إذا لم يكن التسرب نشطًا. ويقع اللون الأخضر الفلوري فوق الآفة وعلى طول جوانب الخلط المائي المتسرب. ولا يوجد فلوريسين في مركز الشلال، لأنه مجرد خلط مائي. ويشير الاختبار الإيجابي إلى إصابة كاملة في القرنية أو الصلبة( تسرب الخلط المائي للغرفة الأمامية، وهي حالة طوارئ في العين)
نتائج سلبية كاذبة محتملة:
عيب صغير تم سده ذاتيًا
جرح كبير مسدود
تمزق خلف مقلة العين
لنفترض أن هناك اشتباهًا قويًا في تمزق كرة العين، وكانت نتيجة اختبار سيدل سلبية. في هذه الحالة، تكون الخطوة التالية في التقييم هي الحصول على فحص التصوير المقطعي المحوسب المداري، والذي يمكنه تقييم الغرفة الأمامية المسطحة وقد يُظهر وجود جسم غريب داخل العين.

## المضاعفات المحتملة
يجب على المريض إزالة العدسات اللاصقة قبل تلطيخ العين لأن الفلوريسين يترك عليها بقعًا دائمة. يجب غسل العين بمحلول ملحي، ويجب ترك العدسات اللاصقة خارج العين لمدة ساعة تقريبًا بعد التلطيخ إذا لم يتم تحديد أي إصابة. يتلاشى تلطيخ الجلد حول العين بعد بضع ساعات. إضافة إلى ذلك، تحدث مضاعفات محتملة أخرى مثل عدم اكتشاف تمزق كرة العين بسبب إغلاق التمزق أو الثقب بالفعل أو في مكان لا يمكن اختباره بواسطة اختبار سيدل كتمزق كرة العين الخلفية.

## اختبار سيدل الإيجابي
استشر طبيب العيون على الفور لإجراء إصلاح جراحي
لمنع المزيد من الإصابات
لا تتلاعب بالعين
لا تتحقق من ضغط العين أو تجري الموجات فوق الصوتية للعين
قم بتغطية العين بدرع معدني (درع فوكس) أو غطاء لا يلمس أو يضغط على الكرة.
لا تضع رقعة على العين
قلل من ارتفاع ضغط العين
الراحة التامة في الفراش
ضع في اعتبارك استخدام مضاد للقيء وقسطرة فولي

## تعزيز نتائج فريق الرعاية الصحية
تتطلب الإصابات العينية التي تكون نتيجة اختبار سيدل إيجابية وجود العديد من العاملين في مجال الرعاية الصحية والتخصصات في فريق متعدد التخصصات. تحدث معظم الإصابات العينية في قسم الطوارئ، حيث من المحتمل أن يتصلوا أولاً بطاقم التمريض لتقييم المريض. قد يلاحظون الإصابة ويبدأون في حماية العين بتغطيتها. قد يحصلون أيضًا على الأدوية والمعدات اللازمة لمزيد من تقييم المريض. عادةً، أثناء الفرز، يحصلون أيضًا على درجة حدة البصر التي تعد واحدة من أفضل المؤشرات التشخيصية بمجرد إجراء إصلاح نهائي للعيب.
بمجرد اكتمال الفرز، يتم تقييم المريض وعلاجه من قبل مقدم الرعاية. ينسق الموظفون بالكامل الرعاية لضمان حصول المرضى على فحص سريع ودقيق. بمجرد الحصول على نتائج إيجابية، يتم الاتصال بطبيب عيون على الفور لإجراء إصلاح نهائي ويستمر في متابعة المريض بالتنسيق مع العيادات الخارجية بمجرد إصلاحه. يشارك الصيدلاني أيضًا في الرعاية في البيئات الحادة والخارجية. تعتبر إصابات العين حالة طارئة حقيقية، وتتطلب فريقًا لضمان حصول المريض على أفضل رعاية ممكنة.